# Vääna jõgi

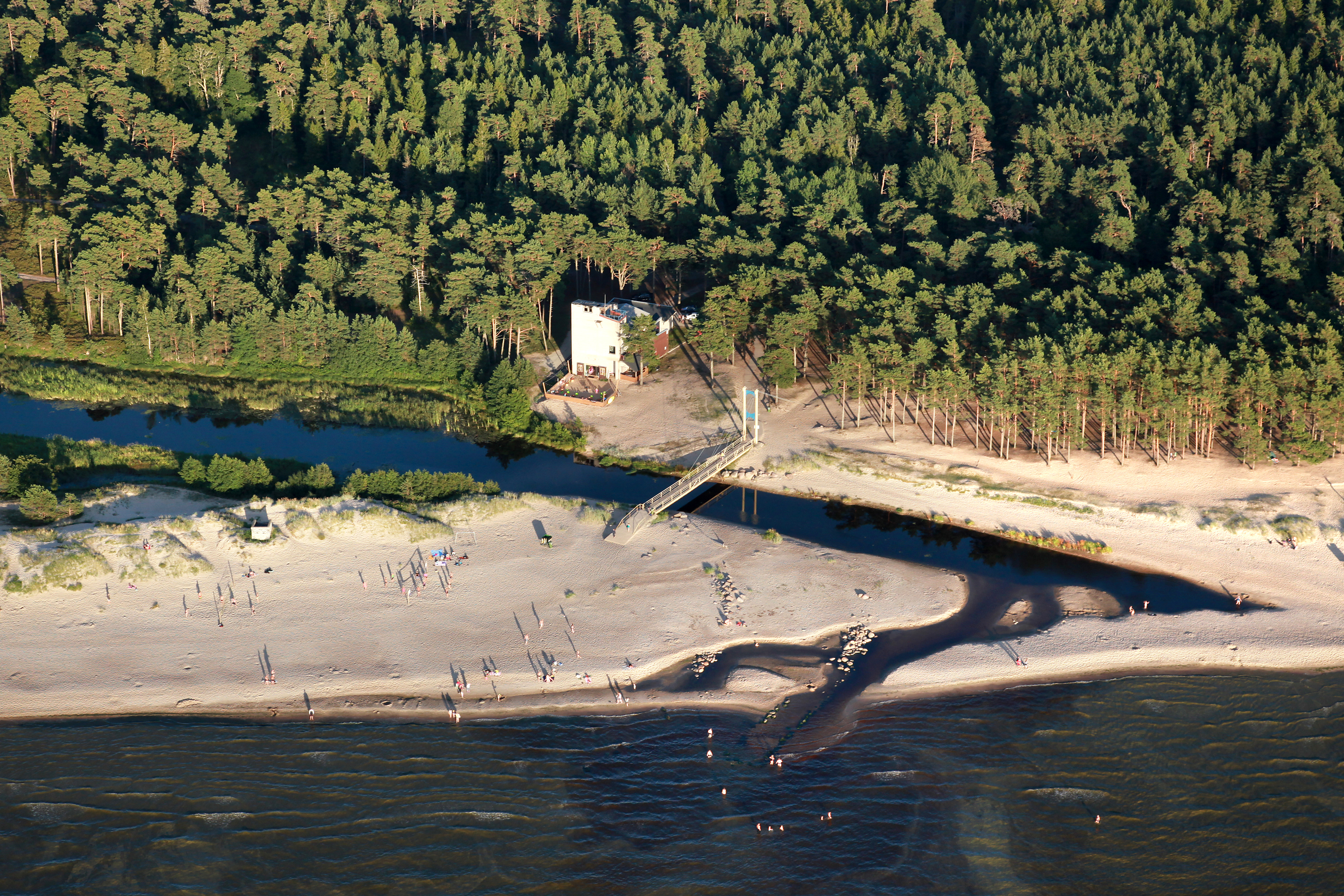
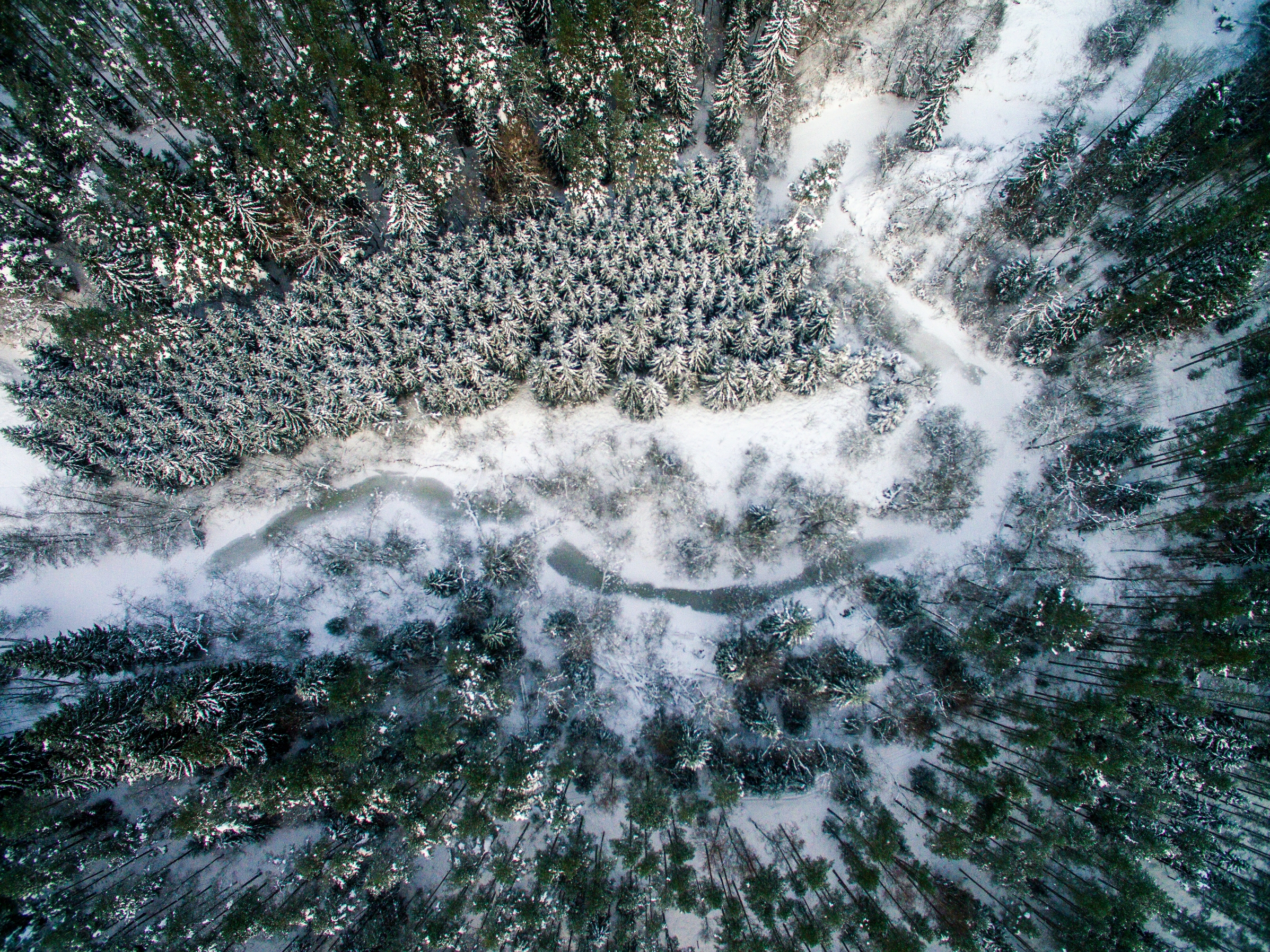
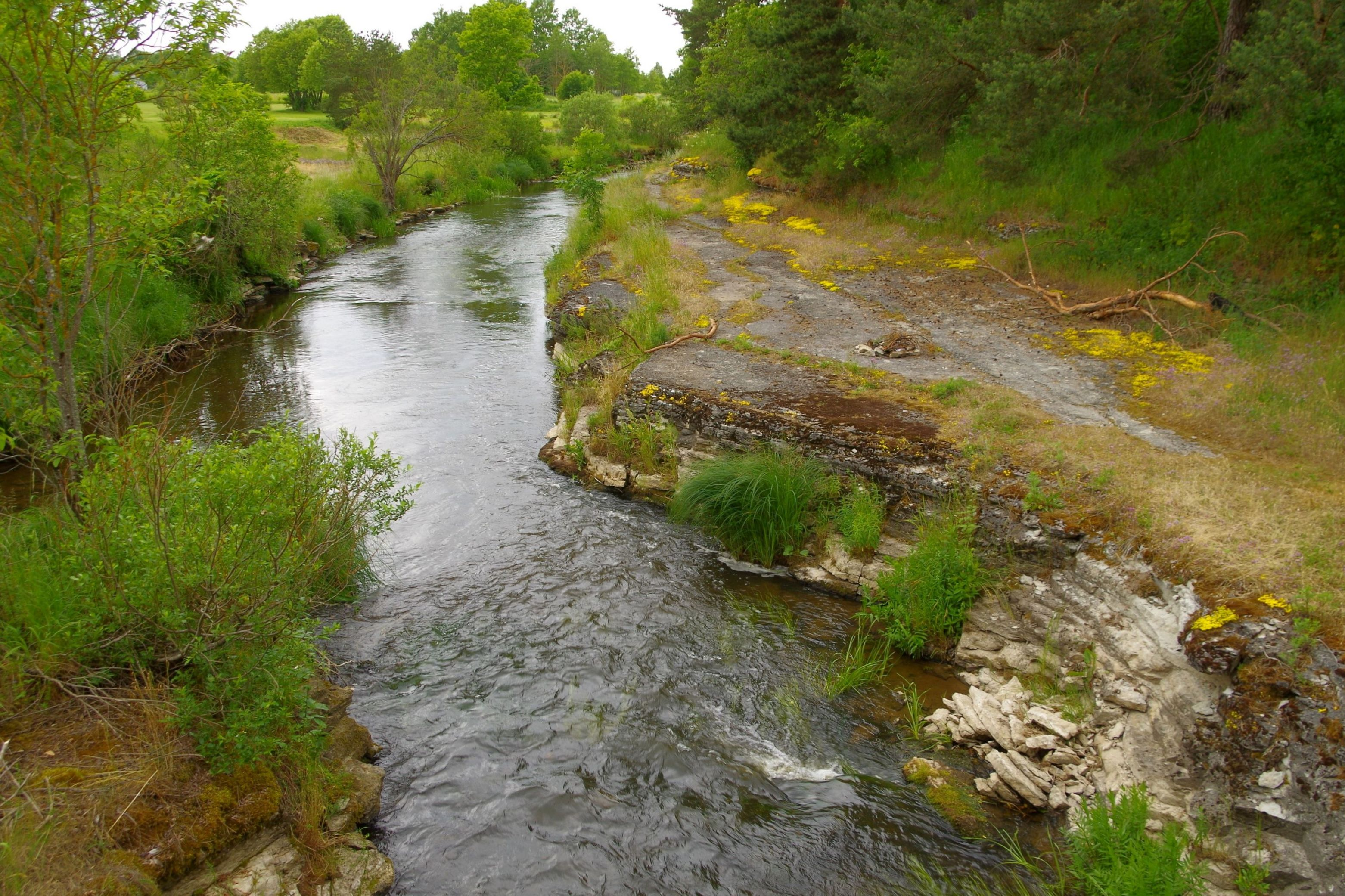
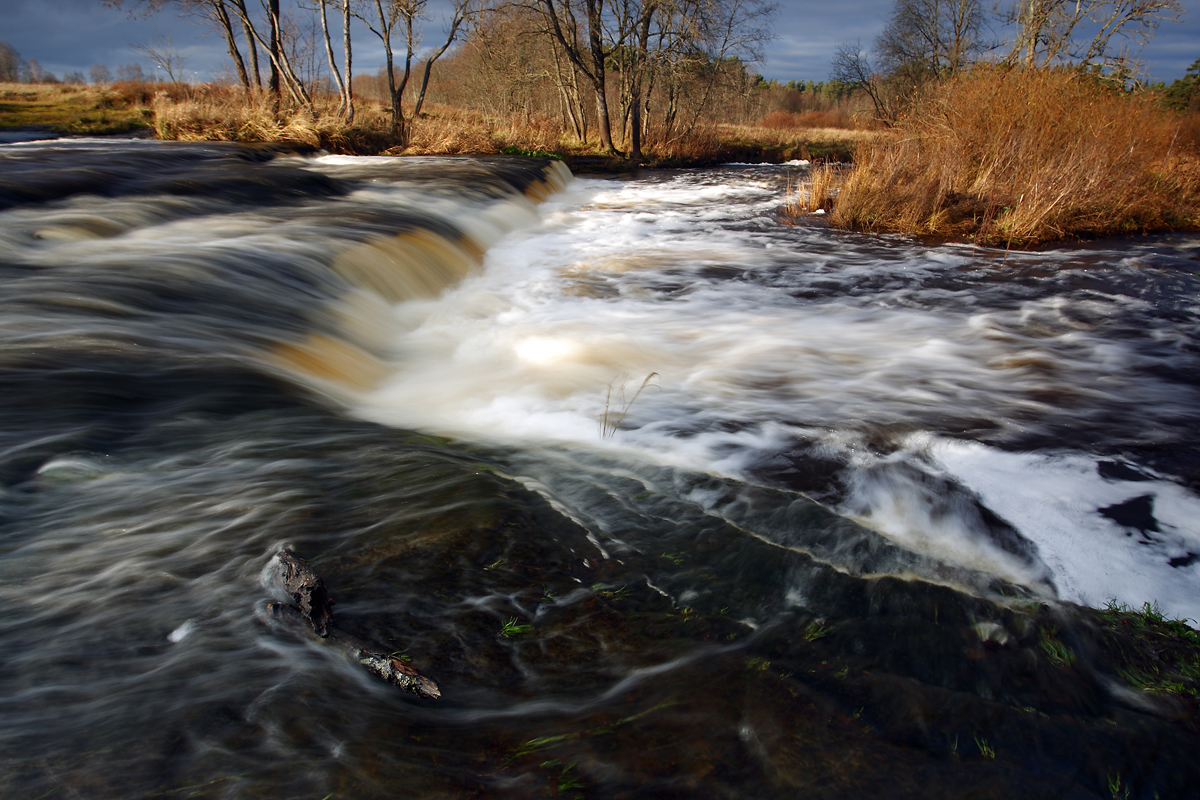

 Vääna jõgi är ett vattendrag i nordvästra Estland. Det ligger i Harjumaa, 23 km väster om huvudstaden Tallinn. Dess mynning är i bukten Lohusalu laht i kommunen Harku vald.
Inlandsklimat råder i trakten. Årsmedeltemperaturen i trakten är 3 °C. Den varmaste månaden är juli, då medeltemperaturen är 17 °C, och den kallaste är januari, med −11 °C.